# Scotophilus nux
Scotophilus nux é uma espécie de morcego da família Vespertilionidae. Pode ser encontrada na Serra Leoa, Libéria, Guiné, Costa do Marfim, Gana, Nigéria, Camarões, República Democrática do Congo, Uganda, Ruanda e Quênia.